# گرگ تنها و توله: کالسکه بچه در سرزمین شیاطین
گرگ تنها و توله:کالسکه بچه در سرزمین شیاطین (به ژاپنی: 子連れ狼 冥府魔道 Kozure Ōkami: Meifumando) فیلمی در ژانر سینمای سامورایی و رزمی به کارگردانی کنجی میسومی است که در سال ۱۹۷۳ اکران شد. از بازیگران آن می‌توان به تومیسابورو واکایاما، یاماشیرو شینگو، و ایجی اوکادا اشاره کرد.